# Август 2018 года

Список событий августа 2018 года.

## События
- 1 августа
  - Сенат США одобрил оборонный бюджет в размере $ 727 млрд на 2019 финансовый год, в котором $ 250 млн предусмотрено на помощь Украине[1].
  - Министерство финансов США ввело санкции против министра внутренних дел Турции Сулеймана Сойлу и министра юстиции Турции Абдулхамита Гюля[2].
  - В России, в Санкт-Петербурге официально остановило свою работу Генеральное консульство Великобритании[3].
  - Премьер-министр РФ Дмитрий Медведев назначил вице-премьера Виталия Мутко главой межведомственной комиссии по реализации стратегии развития государственной политики РФ в отношении российского казачества до 2020 года[4].
- 2 августа
  - Утверждение папой Римским Франциском изменения статьи 2267 катехизиса Католической церкви признает принципиальную недопустимость смертной казни[5].
  - Компания Apple первой из публичный компаний достигла рыночной стоимости более чем $1 трлн[6].
- 3 августа
  - Президент РФ Владимир Путин подписал закон о повышении с 1 января 2019 года НДС с 18 % до 20 %[7], законы о создании специальных административных районов на Октябрьском острове в Калининграде и на острове Русский в Приморье, которые станут офшорными территориями с особыми финансовыми условиями[8] и законы о повышении с 1 января 2019 года налога на добычу полезных ископаемых и о снижении экспортной пошлины на сырую нефть и нефтепродукты[9].
  - В Чили приняли закон, запрещающий полиэтиленовые пакеты и упаковку[10].
  - NASA представило отряд космонавтов, который полетит к Международной космической станции на новых пилотируемых космических кораблях: CST-100 Starliner фирмы Boeing и Crew Dragon фирмы SpaceX Илона Маска[11].
- 4 августа
  - Совершена неудачная попытка покушения на президента Венесуэлы Николаса Мадуро, после чего задержали 11 журналистов[12][13].
  - В Бангладеш студенты, требующие от правительства обеспечить безопасность дорожного движения, столкнулись с полицией[14].
- 5 августа
  - В Южном Судане действующий президент Сальва Киир и бывший вице-президент Риек Мачар подписали мирный договор и договор о разделении власти в стране[15].
  - Землетрясение на индонезийском острове Ломбок унесло жизни 131 человека[16].
  - Женская сборная Нидерландов по хоккею на траве в восьмой раз завоевала титул Чемпионок мира[17].
- 6 августа
  - США восстановили первую часть санкций против Ирана в связи с выходом Вашингтона из «ядерной сделки»[18].
  - Компания Mail.ru раскритиковала правоохранительные органы за практику возбуждать уголовные дела на пользователей за лайки и репосты в социальных сетях[19].
- 7 августа
  - ЕС ввел в действие защиту для европейских компаний от санкций США против Ирана[20].
- 9 августа
  - В трёх провинциях Эквадора введен режим чрезвычайного положения в связи с притоком мигрантов из Венесуэлы — ежедневно в страну прибывают до 4,2 тыс. иностранцев[21].
  - В Египте во время раскопок комплекса пирамид Саккара археологи нашли сыр возрастом более 3200 лет[22].
- 10 августа
  - В Бухаресте в ходе массовой антикоррупционной манифестации полиция применила слезоточивый газ[23]. Пострадало 440 человек, требовавших отставки правительства Румынии[24].
  - С 1 сентября бывший президент Чили Мишель Бачелет сменил Зейда Раада аль-Хусейна на посту верховного комиссара ООН по правам человека[25].
  - В городе Кондопога Республики Карелия полностью уничтожена пожаром уникальная деревянная Успенская церковь, символ города, важнейший памятник заонежского деревянного зодчества XVIII века и одна из высочайших деревянных церквей в Карелии и в целом на Русском Севере[26][27].
- 11 августа
  - Произошло частное солнечное затмение, которое лучше всего было наблюдать на севере Европы и европейской части России, в Гренландии, а также на северо-востоке Азии[28].
- 12 августа
  - НАСА запустило солнечный зонд Паркер для изучения атмосферы солнца и солнечного ветра[29].
- 13 августа
  - Италия отказалась принимать судно Aquarius, которое спасло 141 нелегала в водах Средиземного моря[30].
- 14 августа
  - Президент Турции объявил о запрете на ввоз электроники из США в ответ на повышение американских пошлин на сталь и алюминий[31].
  - В Пенсильвании опубликован доклад о сексуальном насилии над детьми со стороны местных священников, большая коллегия присяжных пришла к выводу, что насилие над детьми совершали более 300 священников[32].
- 15 августа
  - Правительство Германии одобрило законопроект о признании третьего пола[33].
- 17 августа
  - Новым премьер-министром Пакистана стал Имран Хан[34].
  - Бывший актер-комик и с 2014 года мэр города Камник Марьян Шарец избран премьер-министром Словении[35].
- 18 августа
  - Новым премьер-министром Белоруссии назначен Сергей Николаевич Румас[36].
  - Открылись XVIII Летние Азиатские игры 2018 в Джакарте.
  - 18 и 19 августа в Москве проводился IV Международный фестиваль фейерверков[37].
  - В ходе 6-го съезда правящей Партии справедливости и развития Турции в Анкаре президента страны Реджеп Тайип Эрдогана переизбрали главой партии[38].
- 19 августа
  - Президент Афганистана Ашраф Гани объявил в Twitter с 20 августа перемирие в войне против радикального исламистского движения «Талибан» при условии, что тот ответит взаимностью[39].
- 20 августа
  - В Анкаре произошёл обстрел кабинки охраны у посольства США[40].
- 21 августа
  - Сальвадор разорвал дипломатические отношения с Тайванем и установил с Китаем[41][42].
  - На международном военно-техническом форуме «Армия-2018» концерн «Калашников» представил гражданские электромобиль и электроцикл[43].
  - Премию «Хьюго» за лучший роман третий год подряд получила Нора Джемисин за «The Stone Sky» из трилогии «Broken Earth». Ранее этот роман получил премии «Локус» и «Небьюла»[44].
- 23 августа
  - Европейское космическое агентство запустило спутник ADM-Aeolus, предназначенный для изучения атмосферы Земли[45].
- 24 августа
  - Скотт Моррисон победил на внутрипартийных выборах Либеральной партии Австралии. Состоялась инаугурация главы правительства[46].
- 27 августа
  - В Лондоне прошел чемпионат мира по подводным шахматам[47].
  - Мюнхенская конференция по безопасности учредила премию имени Маккейна[48].
- 28 августа
  - В новой версии политики конфиденциальности Telegram появился пункт про передачу спецслужбам телефонных номеров и IP-адресов людей, которых суд признал террористами[49].
  - Компания CD Land Group отсудила у компании «Мегафон» 8,6 миллиона рублей за незаконное использование образа Ждуна[50].
- 29 августа
  - В Венеции начался 75-й Венецианский кинофестиваль[51].
- 30 августа
  - В Великобритании и США в продажу поступил посмертный роман Джона Толкина «Падение Гондолина»[52].
- 31 августа
  - В результате взрыва в ресторане «Сепар» в центре Донецка погиб глава самопровозглашенной Донецкой народной республики Александр Захарченко[53]